# Arenostola zerny
Arenostola zerny là một loài bướm đêm trong họ Noctuidae.